# St. Michael (Niederjosbach)

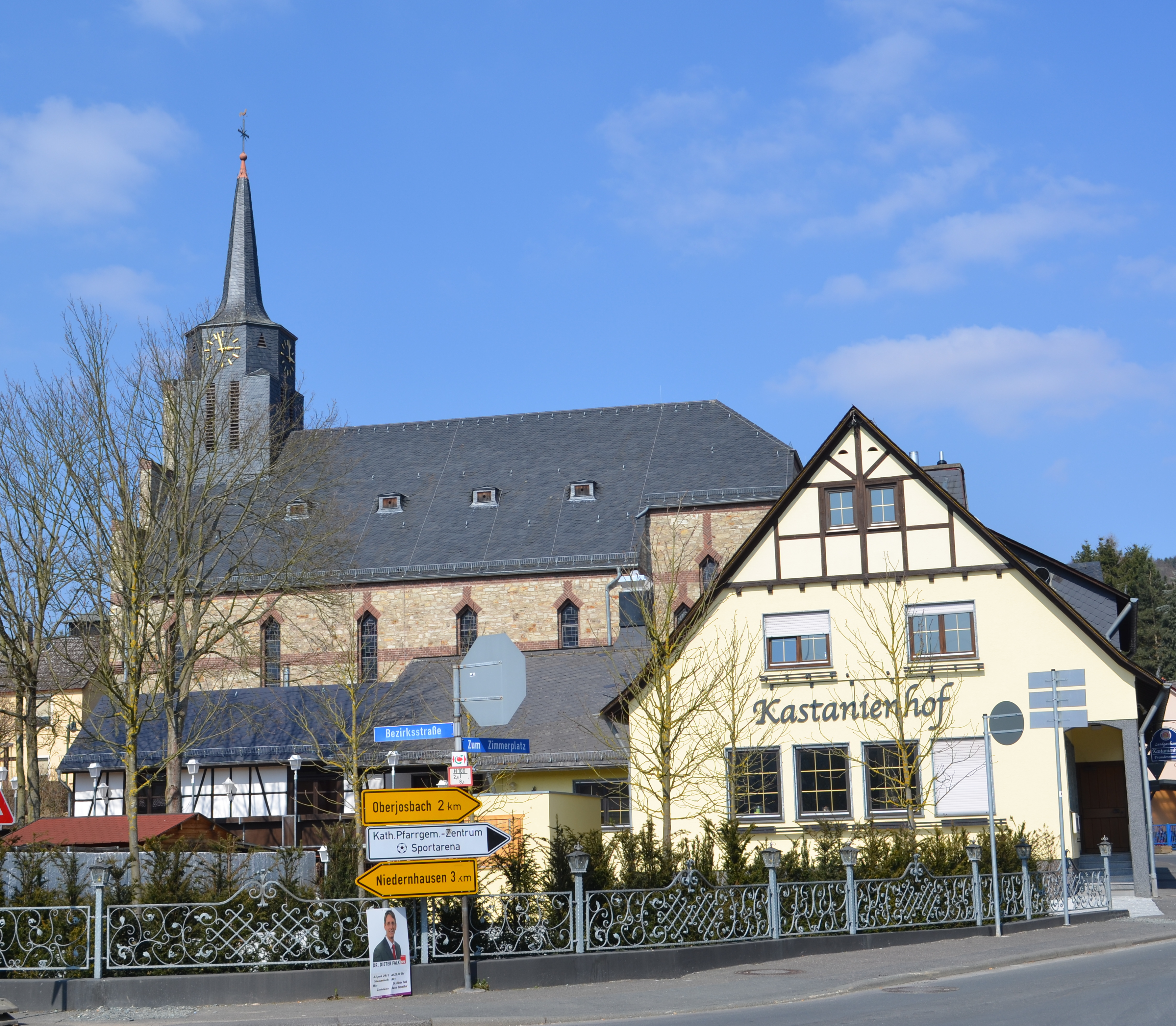
Niederjosbach, St. Michael

Die römisch-katholische, denkmalgeschützte Filialkirche St. Michael steht in Niederjosbach, einem Stadtteil der Gemeinde Eppstein im Main-Taunus-Kreis in Hessen. Die Kirchengemeinde gehört zum Pastoralen Raum Eppstein im Kirchenbezirk Main-Taunus des Bistums Limburg.

## Beschreibung

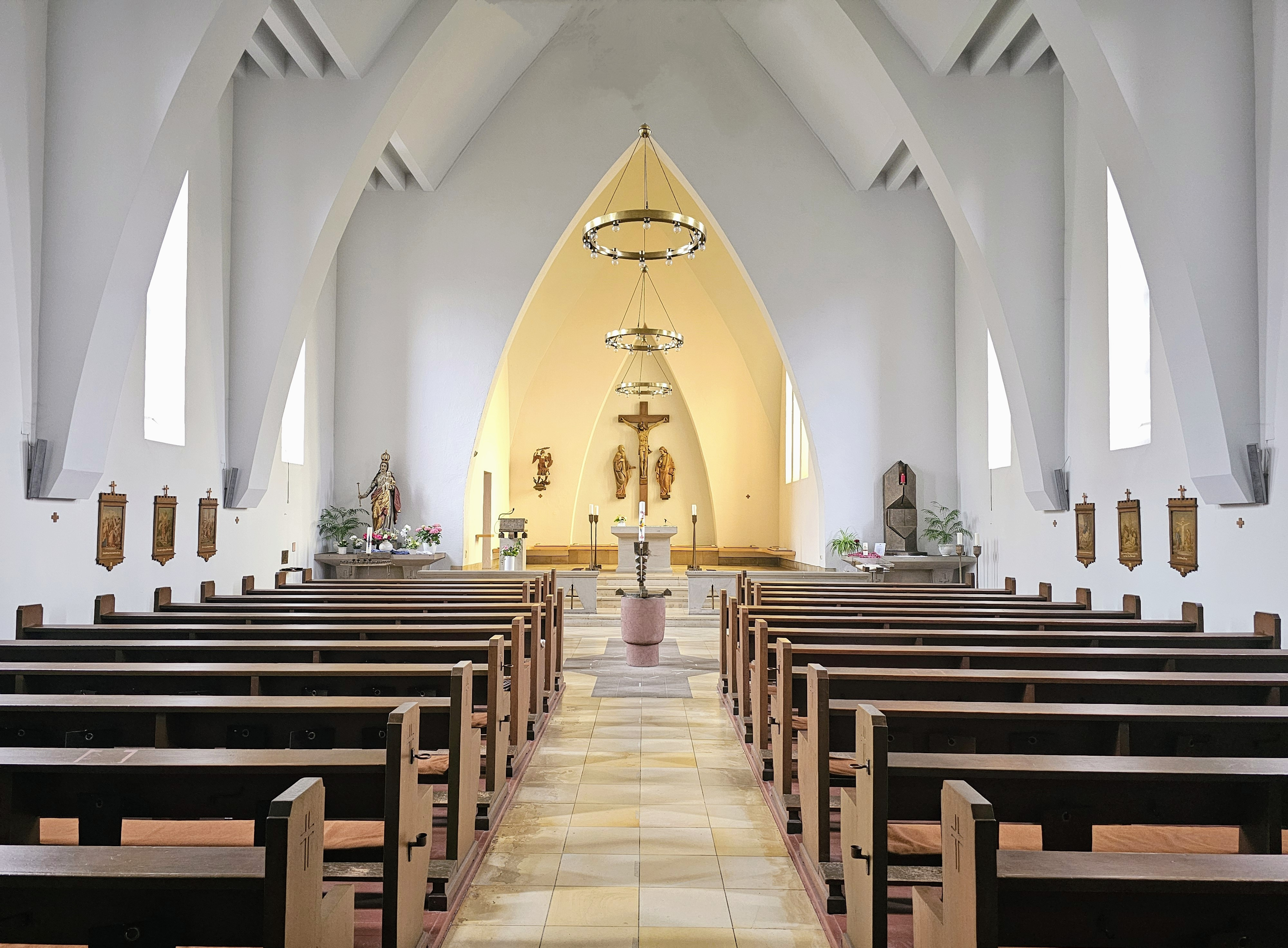
Innenraum

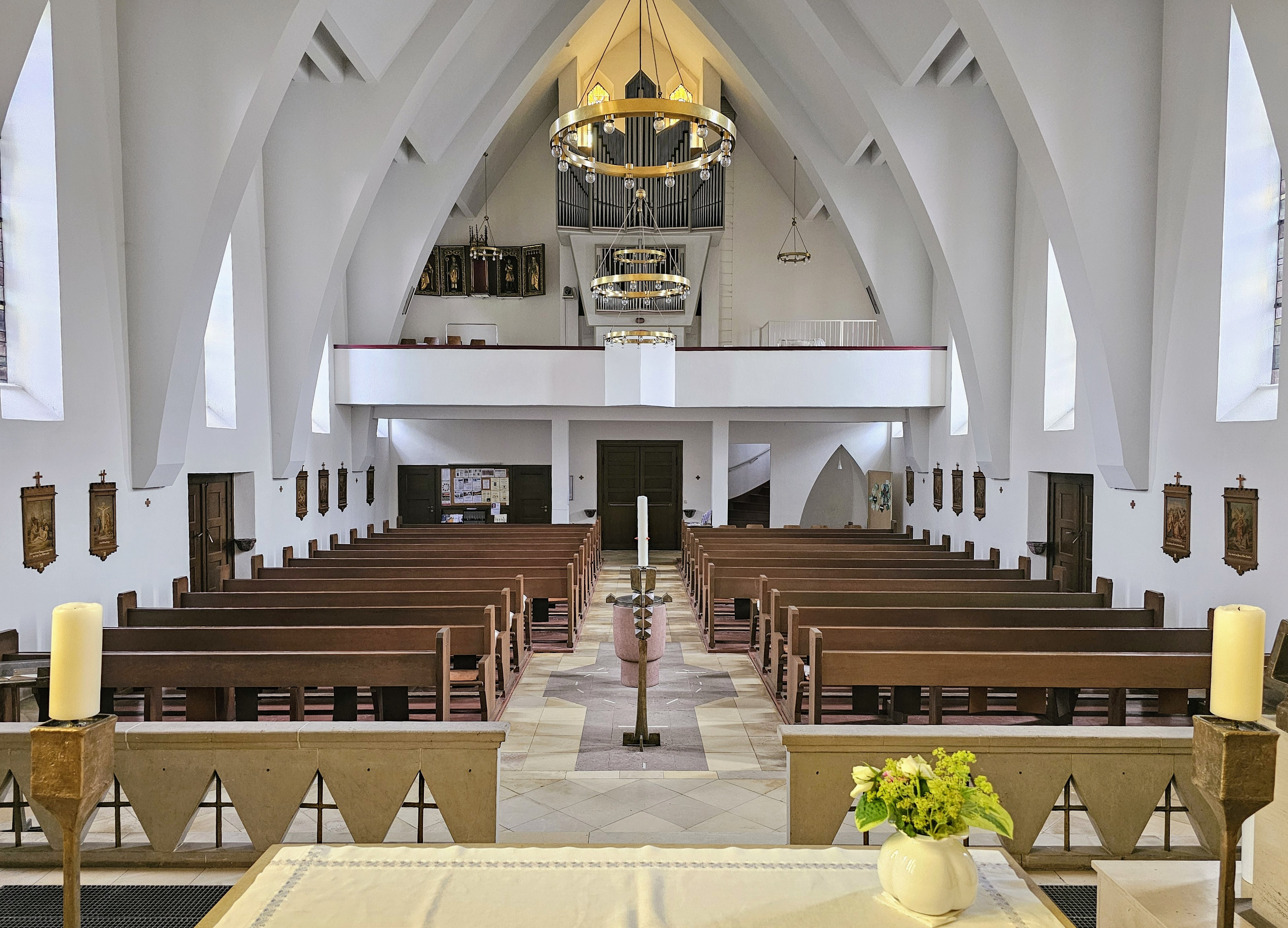
Blick zur Orgel

Am 8. Juli 1928 wurde der Grundstein für die geostete Saalkirche an Stelle der alten Fachwerkkirche aus dem Jahr 1813 gelegt. Die neue Kirche, die nach einem Entwurf von Christoph und Hans Rummel gebaut wurde, ist in ihrem Baustil dem Expressionismus zuzurechnen. Der Außenbau aus unverputzten Bruchsteinen hat einen umlaufenden Fries aus Mauerziegeln, der die schmalen, hohen Fenster verbindet, und einen weiteren unterhalb der Dachtraufe. Die Fassade im Westen, in deren Mitte sich das Portal befindet, hat einen Staffelgiebel. Der quadratische Dachreiter, der sich im Westen aus dem Satteldach des Kirchenschiffs erhebt, beherbergt hinter den Klangarkaden den Glockenstuhl. Sein achteckiger Aufsatz für die Turmuhr ist bekrönt mit einem spitzen Helm. An den Chor im Osten ist eine dreigeschossige, mit einem Krüppelwalmdach bedeckte Sakristei angebaut. 
Der in Spannbeton konstruierte Innenraum wird von vier spitzbogigen Gewölben überspannt. In der Apsis befindet sich eine Kreuzigungsgruppe aus der Bauzeit, die beiden Statuen von Maria und Johannes dem Evangelisten wurden vom ehemaligen Hochaltar des Vorgängerbaus übernommen. Links im Chor befindet sich eine barocke Statue des Erzengels Michael. Der linke Seitenaltar ist geschmückt mit einer Statue der Maria mit dem Jesuskind. Die Orgel mit 19 Registern auf zwei Manualen und Pedal wurde 1970 von Förster & Nicolaus Orgelbau gebaut.